# Manuel Luque
Manuel Nicolás Luque (Ciudad de Santa Fe, provincia homónima, Argentina; 25 de mayo de 1994) es un piloto argentino de automovilismo. Iniciado en la disciplina del kart, debutó profesionalmente en 2011 en el Fórmula Renault Argentina, categoría de la que obtuvo el subcampeonato en el año 2013. Tras su paso por los monoplazas, en 2014 debutó en categorías de turismos al estrenarse en la segunda división del Turismo Competición 2000, donde dio sus primeros pasos de la mano del equipo Litoral Group, para el cual compitió en la Fórmula Renault, debutando sobre un Fiat Linea. A mitad de esa temporada pasó a formar parte de la Escudería Río de la Plata, con la cual compitió al comando de un Ford Focus II. En 2016 fue convocado por la escudería Ambrogio Racing Argentina, con la cual pasó a convertirse en piloto semioficial de Renault al comando de un Renault Fluence y con el cual obtuvo su primera victoria en la categoría, el 6 de marzo de 2016. Finalmente, continuó compitiendo en el año 2017, conquistando su primer título a nivel nacional al proclamarse Campeón Argentino del TC 2000 en esa temporada y devolviendo nuevamente a Renault a los primeros planos. En 2018 hace su temporada debut en el Super TC2000 en el equipo Toyota Gazoo Racing Argentina con un Toyota Corolla.

## Trayectoria
| Año       | Categoría                                 | Marca              |
| --------- | ----------------------------------------- | ------------------ |
| 2005-2010 | Piloto de karts                           | Karting            |
| 2011      | Debut en Fórmula Renault Argentina        | Tito 02-Renault    |
| 2012      | Fórmula Renault Argentina                 | Tito 02-Renault    |
| 2012      | Invitado en la Fórmula 4 Nueva Generación | Crespi-Renault     |
| 2013      | Subcampeón de Fórmula Renault Argentina   | Tito 02-Renault    |
| 2014      | Debut en el TC 2000                       | Fiat Linea         |
| 2014      | Debut en el TC 2000                       | Ford Focus II      |
| 2015      | TC 2000                                   | Ford Focus II      |
| 2015      | Invitado en la Fórmula 4 Nueva Generación | Crespi-Renault     |
| 2016      | TC 2000                                   | Renault Fluence GT |
| 2017      | Campeón del TC 2000                       | Renault Fluence GT |
| 2018      | Súper TC 2000                             | Toyota Corolla     |

- [4]

## Palmarés
| Título     | Categoría                 | Automóvil       | Año  |
| ---------- | ------------------------- | --------------- | ---- |
| Subcampeón | Fórmula Renault Argentina | Tito 02-Renault | 2013 |
| Campeón    | TC 2000                   | Renault Fluence | 2017 |

## Resultados

### TC 2000
| Año  | Equipo                    | Auto            | 1    | 2    | 3     | 4     | 5    | 6     | 7     | 8     | 9     | 10     | 11    | 12   | 13    | 14     | 15     | 16     | 17    | 18    | 19  | 20     | 21    | 22     | 23     | Res. | Puntos |
| ---- | ------------------------- | --------------- | ---- | ---- | ----- | ----- | ---- | ----- | ----- | ----- | ----- | ------ | ----- | ---- | ----- | ------ | ------ | ------ | ----- | ----- | --- | ------ | ----- | ------ | ------ | ---- | ------ |
| 2014 |                           |                 | AG I | LP   | JUN   | MER   | BA I | PAR I | RC    | CON   | BA II | PAR II | AG II | GR   |       |        |        |        |       |       |     |        |       |        |        | 15.º | 55     |
| 2014 | Litoral Group             | Fiat Linea      | 15   | 16†  | 16    | 9     | Ret  |       |       |       |       |        |       |      |       |        |        |        |       |       |     |        |       |        |        | 15.º | 55     |
| 2014 | Escudería Río de la Plata | Ford Focus II   |      |      |       |       |      | 19    | 4     | 12    | Ret   | Ret    | 19    | 4    |       |        |        |        |       |       |     |        |       |        |        | 15.º | 55     |
| 2015 |                           |                 | AG   | AG   | CON   | CON   | BA   | BA    | MER   | JUN   | JUN   | LP I   | LP I  | NDJ  | RAF   | RAF    | LP II  | LP II  | SL    | SL    | RC  | RC     | CDU   | CDU    |        | 6.º  | 163    |
| 2015 | Escudería Río de la Plata | Ford Focus II   | 8    | Ret  | 3     | 7     | Ex.  | 10    | 5     | Ret   | 8     | 6      | 6     | 2    | 15    | 18     | 5      | 4      | 11    | 6     | 4   | 8      | 10    | 3      |        | 6.º  | 163    |
| 2016 |                           |                 | SMM  | SMM  | CON I | CON I | BA I | BA I  | SJO   | SJO   | LP    | LP     | CDU   | CDU  | BA II | BA II  | CON II | CON II | RAF   | RAF   | AG  | RC     | RC    | PAR    | PAR    | 3.º  | 306    |
| 2016 | Ambrogio Racing           | Renault Fluence | 21†  | 1    | Ex.   | 4     | 9    | 10    | 9     | 16    | 6     | 4      | 3     | 4    | 21    | Ret    | 13     | 4      | 5     | 2     | 3   | 3      | 5     | 6      | 1      | 3.º  | 306    |
| 2017 |                           |                 | AG I | AG I | BA I  | BA I  | CDU  | CDU   | PAR I | PAR I | RC    | RC     | BA II | SL   | SL    | PAR II | PAR II | AG II  | SMM   | CON   | CON | BA III |       |        |        | 1.º  | 375    |
| 2017 | Ambrogio Racing           | Renault Fluence | 2    | 2    | 4     | 1     | 14   | 2     | 12    | 1     | 8     | 1      | 2     | 3    | Ret   | 5      | 1      | Ret    | 5     | 4     | 2   | 8      |       |        |        | 1.º  | 375    |
| 2018 |                           |                 | AG I | AG I | CDU   | CDU   | CON  | CON   | RC    | RC    | BA    | LP     | LP    | SL I | SL I  | AG II  | SMM    | SMM    | SL II | SL II | ROS | ROS    | PAR   | PAR    |        | -    | -      |
| 2018 | Escudería Fela            | Ford Focus III  |      |      |       |       |      |       |       |       | 2     |        |       |      |       |        |        |        |       |       |     |        |       |        |        | -    | -      |
| 2018 | Ambrogio Racing           | Renault Fluence |      |      |       |       |      |       |       |       |       |        |       |      |       | 10     |        |        |       |       |     |        |       |        |        | -    | -      |
| 2019 |                           |                 | AG   | AG   | OLA   | OLA   | RC I | RC I  | CDU   | CDU   | PAR I | PAR I  | SNI   | SNI  | ROS   | ROS    | BA I   | RC II  | RC II | OBE   | OBE | BA II  | BA II | PAR II | PAR II | -    | -      |
| 2019 | Escudería Fela            | Ford Focus III  |      |      |       |       |      |       |       |       |       |        |       |      |       |        | 4      |        |       |       |     |        |       |        |        | -    | -      |

### Súper TC 2000
| Año  | Equipo                          | Auto              | 1    | 2    | 3     | 4     | 5   | 6    | 7   | 8   | 9      | 10     | 11    | 12  | 13    | 14  | 15    | 16  | 17  | 18  | 19  | 20    | 21    | 22   | Res. | Puntos |
| ---- | ------------------------------- | ----------------- | ---- | ---- | ----- | ----- | --- | ---- | --- | --- | ------ | ------ | ----- | --- | ----- | --- | ----- | --- | --- | --- | --- | ----- | ----- | ---- | ---- | ------ |
| 2015 |                                 |                   | JUN  | ROS  | OBE   | TRH   | RAF | SL I | SFE | SFE | TOA    | GR     | SMM   | AG  | SL II |     |       |     |     |     |     |       |       |      | -    | -      |
| 2015 | M&M Group                       | Fiat Linea        |      |      |       |       |     |      |     |     | 13     |        |       |     |       |     |       |     |     |     |     |       |       |      | -    | -      |
| 2017 |                                 |                   | BA I | PDF  | SMM   | ROS   | ROS | TRH  | RAF | OBE | SFE    | SFE    | BA II | SJU | GR    | AG  |       |     |     |     |     |       |       |      | -    | -      |
| 2017 | Renault Sport                   | Renault Fluence   |      |      |       |       |     |      |     |     |        |        | Ret   |     |       |     |       |     |     |     |     |       |       |      | -    | -      |
| 2018 |                                 |                   | BA I | ROS  | ROS   | SMM   | PDF | RAF  | SJU | OBE | SFE    | SFE    | TRH   | SNI | BA II | AG  |       |     |     |     |     |       |       |      | 14.º | 42     |
| 2018 | Toyota Gazoo Racing Argentina   | Toyota Corolla XI | Ret  | 17   | Ret   | 13    | Ret | 15†  | 7   | 17  | Ret    | 9      | 10    | Ret | 5     | 9   |       |     |     |     |     |       |       |      | 14.º | 42     |
| 2019 |                                 |                   | AG   | GR   | VIL   | ROS   | PAR | SAL  | SNI | SJU | SMM    | SMM    | BA    | RC  | CEN   |     |       |     |     |     |     |       |       |      | -    | -      |
| 2019 | Toyota Gazoo Racing YPF Infinia | Toyota Corolla XI |      |      |       |       |     |      |     |     |        |        | 10    |     |       |     |       |     |     |     |     |       |       |      | -    | -      |
| 2021 |                                 |                   | BA I | BA I | BA II | BA II | AG  | AG   | SNI | SNI | BA III | BA III | PAR   | PAR | TOA   | TOA | BA IV | VIL | VIL | ROS | ROS | AG II | AG II | BA V | -    | -      |
| 2021 | FDC Motor Sports                | Citroën C4 II     |      |      |       |       |     |      |     |     |        |        |       |     |       |     | Ret   |     |     |     |     |       |       |      | -    | -      |